# Melanipa (hija de Eneo)

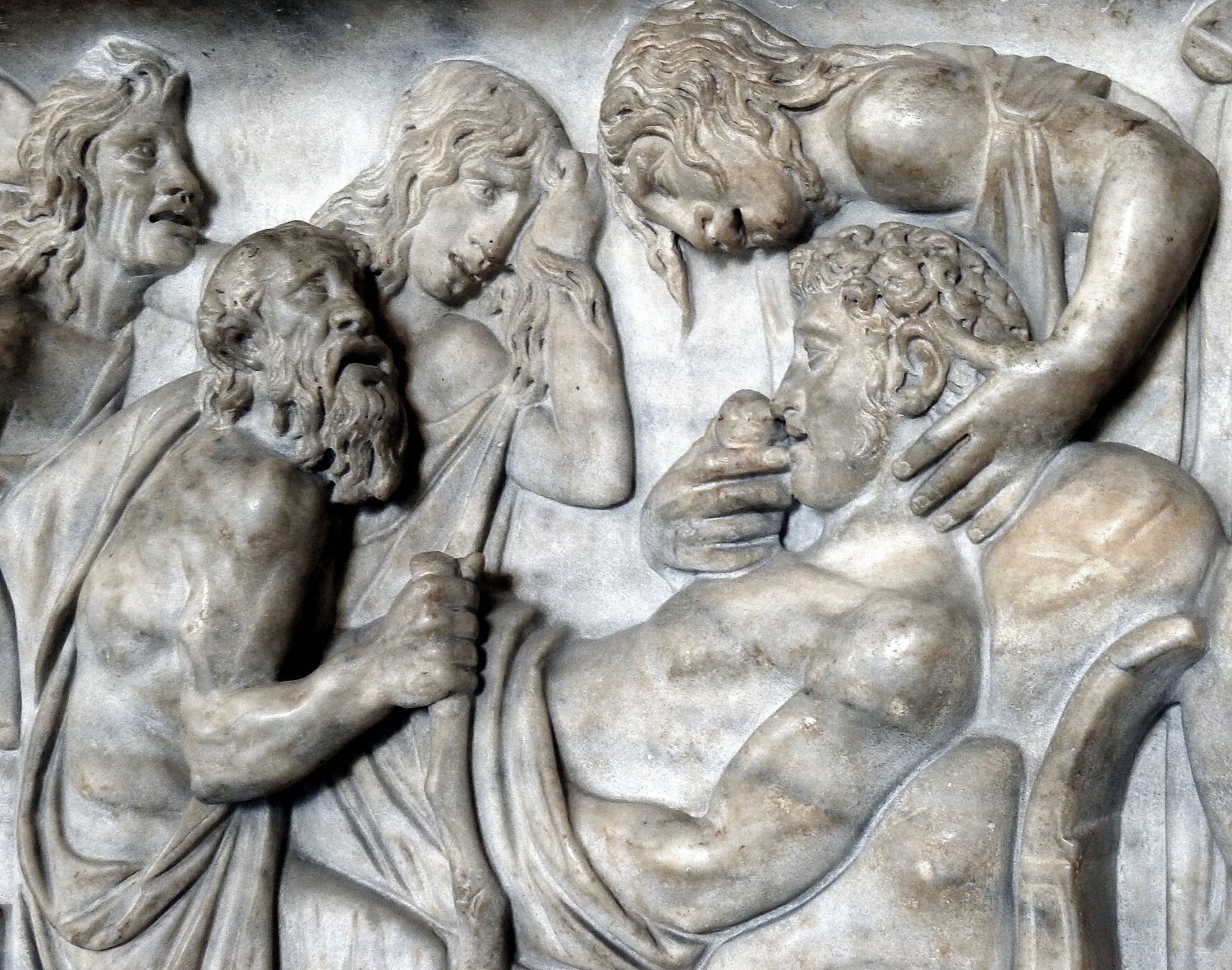
La familia de Meleagro llora su muerte. Detalle de una de las caras de un sarcófago del 180 d. C. en el que se representa la muerte de Meleagro, (Museo del Louvre, París).

En la mitología griega, Melanipa era una de las hijas de Eneo, rey de Pleurón y Calidón, y de Altea. Como tal tenía como hermanos a Meleagro (uno de los cazadores del jabalí de Calidón y él que le dio muerte después de que Atalanta lo hiriera primero), Fereo, Toxeo, Tireo, Clímeno, Agéleo y Perifante (los cuatro últimos participaron y murieron en la lucha contra los curetes), y como hermanas a Gorge y Eurímede. A Melanipa y a Eurímede se las conoce como las Meleágrides porque a la muerte de su hermano Meleagro, ambas lloraron con tal tristeza que Artemisa las convirtió en aves. Según la tradición que recoge Higino lo hicieron en forma de pintadas comunes (Numida meleagris), un ave de la familia de las numídidas, aves galliformes consideradas precursoras de las gallinas domésticas y que emiten una especie de cacareo ronco que parece un lamento.